# Anadenanthera colubrina
Espèce
Répartition géographique
Synonymes
- Acacia colubrina Mart.[2]
- Acacia grata Willd.[2]
- Anadenanthera colubrina var. colubrina[2]
- Mimosa colubrina Vell.[2]
- Mimosa grata (Willd.) Poir.[2]
- Piptadenia colubrina (Vell.) Benth.[2]
- Piptadenia grata (Willd.) J.F.Macbr.[2]
- Piptadenia macrocarpa f. microcarpa Chodat & Hassl.[2]

Anadenanthera colubrina, également connu sous les noms locaux de vilca, huilco, huilca, wilco, willka, curupay, curupau, cebil, ou angico, est une espèce de plantes à fleurs de la famille des Fabacées. C'est un arbre originaire d'Amérique du Sud qui atteint 12 à 15 mètres de hauteur et le tronc mesure 50 cm de diamètre. Il apprécie les sols riches, sableux ou argileux.

## Description

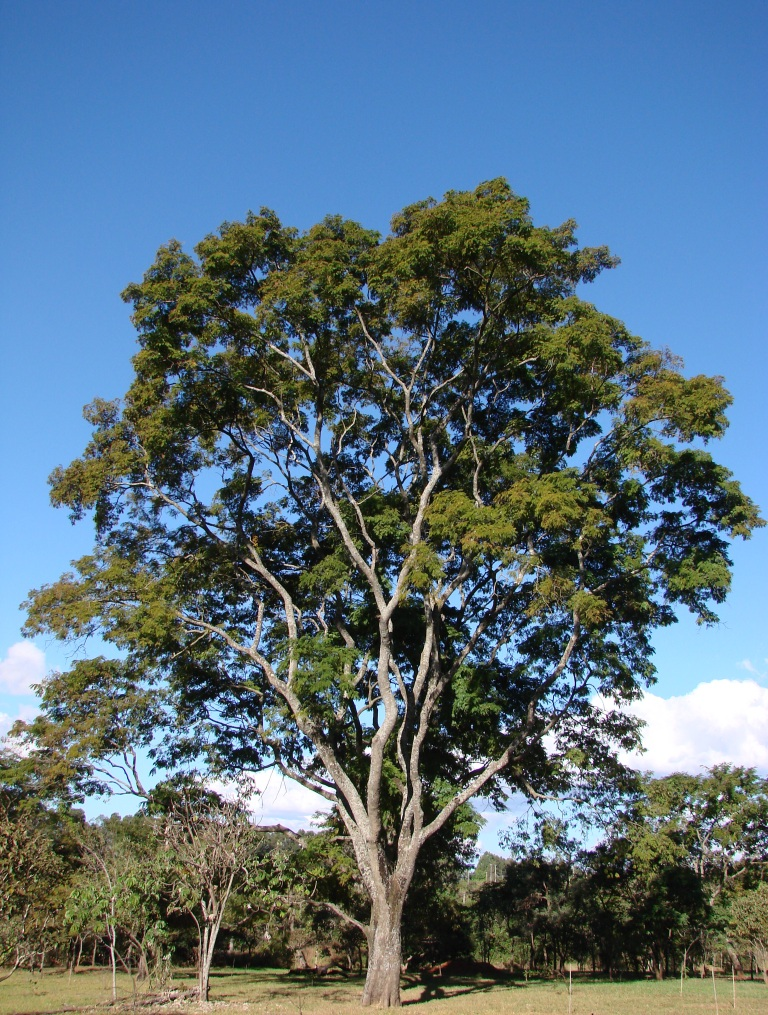
Arbre adulte.
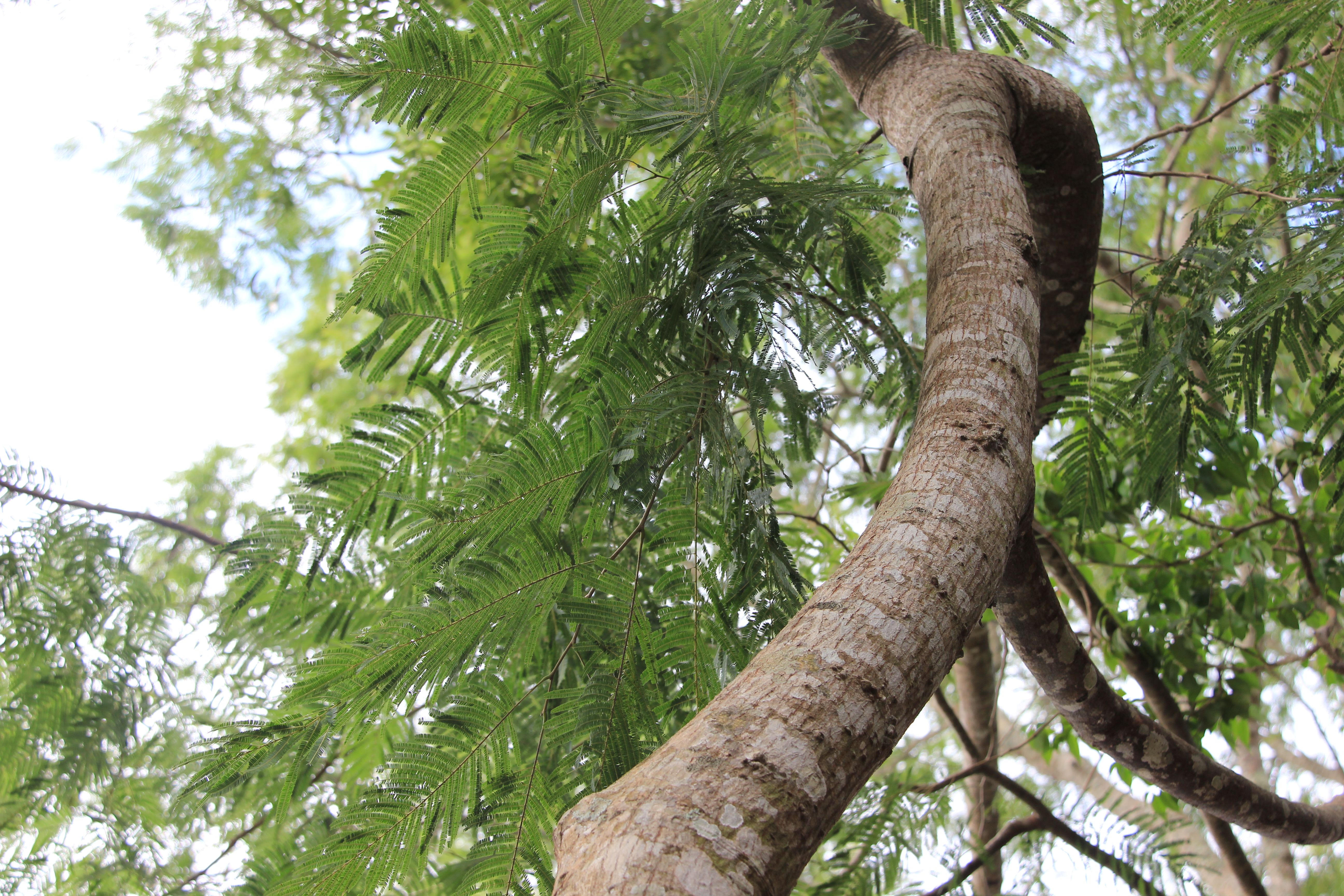
Détail du tronc.
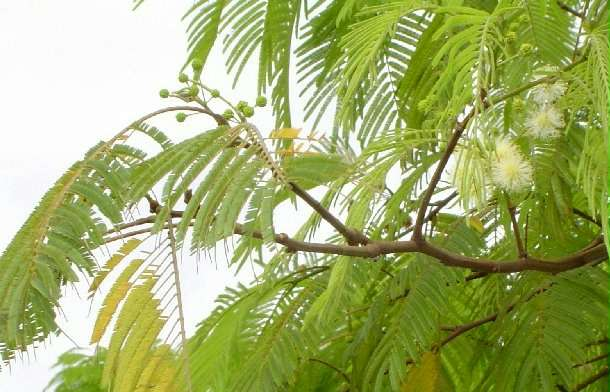
Détail d'une branche.
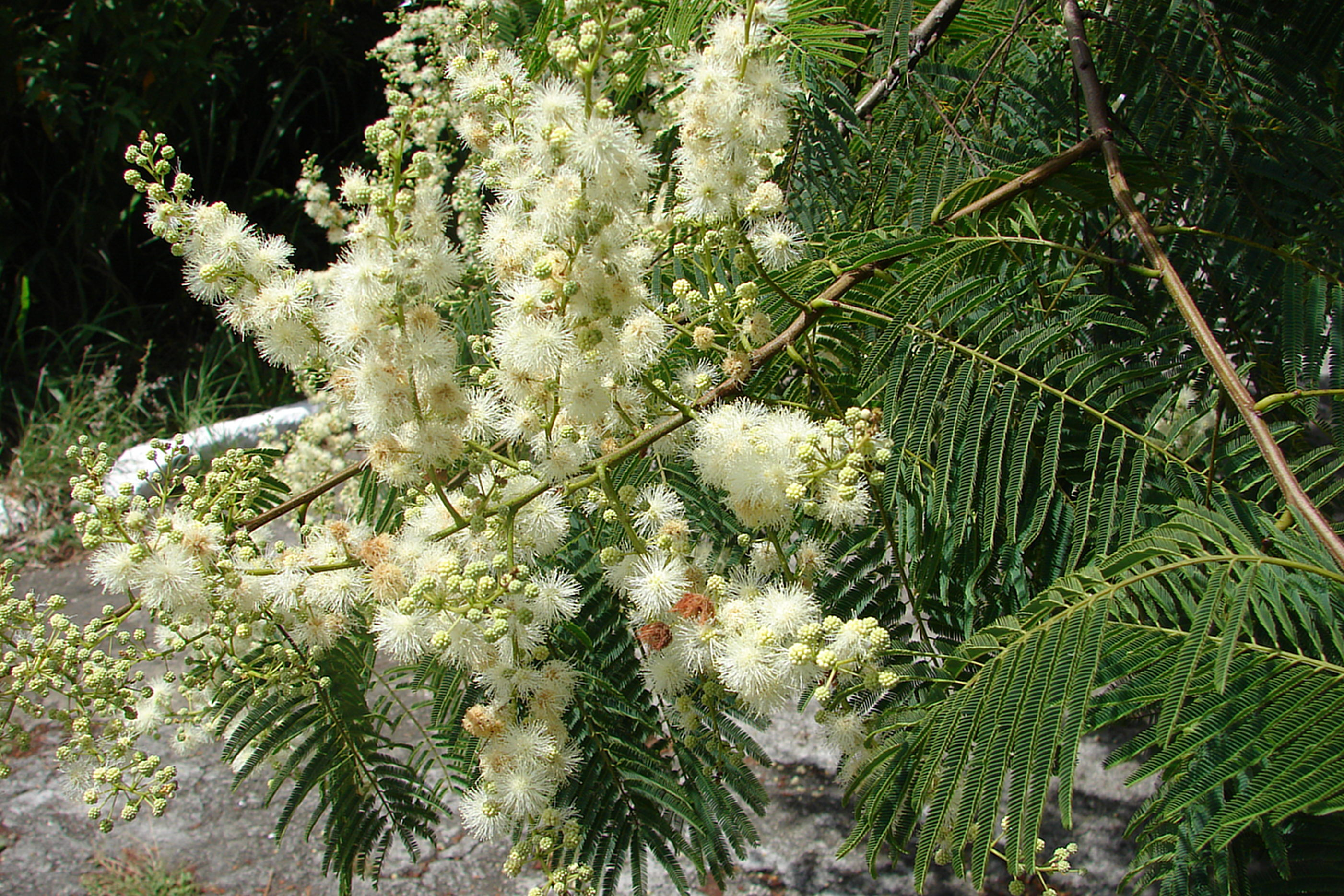
Inflorescence.
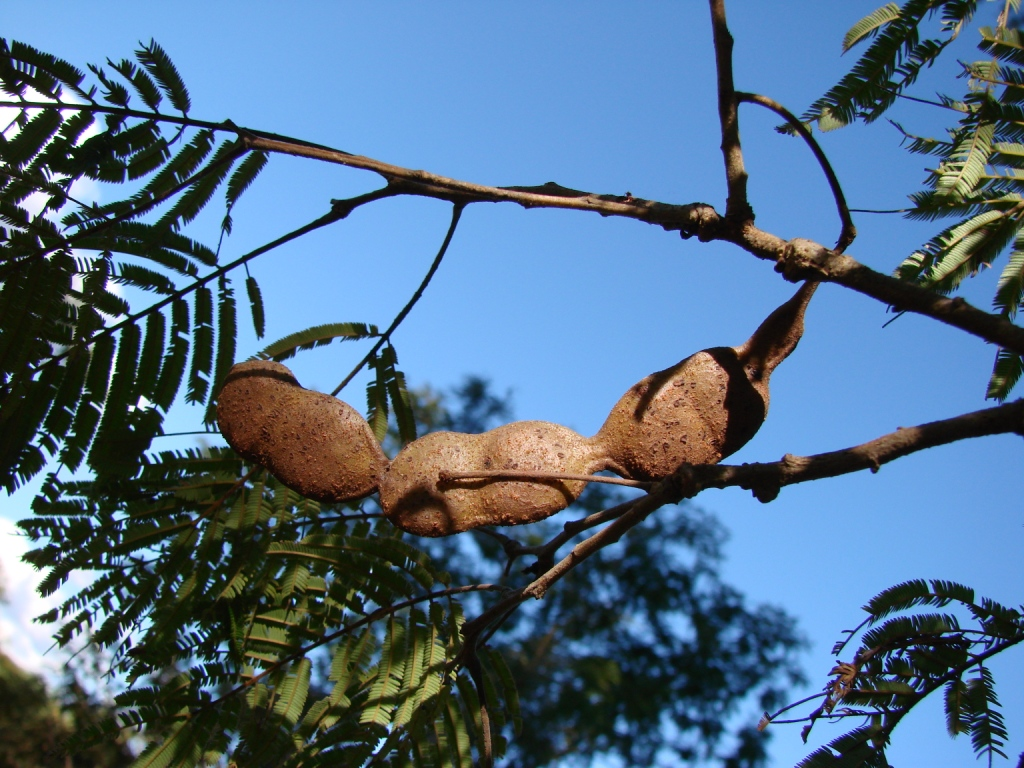
Fruit en gousse.

## Liste des variétés
Selon Catalogue of Life (14 janvier 2017) et Tropicos (14 janvier 2017):
- variété Anadenanthera colubrina var. cebil (Griseb.) Altschul
- variété Anadenanthera colubrina var. colubrina

Selon NCBI (14 janvier 2017) et The Plant List (14 janvier 2017) :
- variété Anadenanthera colubrina var. cebil

## Usages
L'écorce est utilisée comme cicatrisant et anti-hémorragique. Elle est riche en tanins et peut être utilisée dans le tannage.
Les graines de l'arbre contiennent de la bufoténine et sont utilisées comme hallucinogène et enthéogène.